# Kōta Mizunuma
Kōta Mizunuma (水沼 宏太?, Mizunuma Kōta; Yokohama, 22 febbraio 1990) è un calciatore giapponese, centrocampista del Newcastle Jets.
È il figlio dell'ex calciatore Takashi Mizunuma.

## Caratteristiche tecniche
È un'ala destra, calciatore dotato di reattività e velocità di corsa, abilità che gli tornano utili nel segnare di prima intenzione, inoltre possiede un buon assist. Di piede destro, è dotato di un tiro potente ma anche preciso, riesce a trovare il gol calciando anche da fuori area, inoltre è capace di segnare su calcio piazzato tirando anche di punizione.

## Carriera

### Club

#### Yokohama F. Marinos e Tochigi SC
Ha fatto il suo esordio nella prima divisione del calcio nipponico con lo Yokohama F. Marinos, la J1 League, nel 2007 nella partita finita in pareggio per 1-1 contro il Ventforet Kofu, resterà nel club fino al 2010 per poi passare al Tochigi dove, nell'edizione 2010 della Coppa dell'Imperatore, segnerà la sua prima rete aprendo le marcature vincendo per 3-2 contro il FC Gifu. La squadra milita nella J2 League, la seconda divisione del calcio giapponese, dove Mizunuma segnerà dei gol in varie vittorie, come quella per 3-1 contro il Kataller Toyama, o quella per 4-0 ai danni del Tokushima Vortis, o per 2-1 contro il FC Tokyo, e segnando la rete che permetterà di battere di misura per 1-0 il Roasso Kumamoto.

#### Sagan Tosu e FC Tokyo
Nel 2012 inizia a giocare per il Sagan Tosu segnando il suo primo gol per la squadra decidendo la vittoria per 1-0 contro lo Yokohama F. Marinos, nell'edizione 2014 della Coppa del Giappone segnerà il gol del 2-1 battendo l'Urawa Red. Segnerà per l'ultima volta con la maglia del Sagan Tosu vincendo per 4-3 contro il Montedio Yamagata mettendo a segno una doppietta. Nel 2016 entrerà nel FC Tokyo, segnando il suo primo gol con la squadra nell'AFC Champions League nella vittoria per 9-0 contro il Chonburi, e una doppietta vincendo per 2-1 contro lo Shanghai SIPG agli ottavi di finale nella partita d'andata, ma venendo eliminati perdendo quella di ritorno per 1-0. Giocherà per un po' di tempo nella sezione Under-23 nella J3 League segnando una doppietta nella vittoria per 5-1 contro il FC Ryūkyū e un gol battendo per 1-0 il Blaublitz Akita.

#### Cerezo Osaka
A partire dal 2017 giocherà per il Cerezo Osaka vincendo l'edizione 2017 della Coppa del Giappone segnando una doppietta nel pareggio per 4-4 contro il Sagan Tosu e con un suo assist vincente Souza segnerà il gol del 2-0 vincendo la finale contro il Kashima Antlers. Vincerà anche l'edizione 2017 della Coppa dell'Imperatore battendo in finale lo Yokohama F. Marinos, Mizunuma segnerà nel primo tempo supplementare il gol del 2-1.

#### Ritorno allo Yokohama F. Marinos
Nel 2020 tornerà a giocare per lo Yokohama F. Marinos, segnando una rete nella sconfitta per 4-1 contro il Cerezo Osaka, un altro perdendo per 3-2 contro il Kashima Antlers e un altro gol nella vittoria per 6-2 battendo l'Urawa Red.

### Nazionale
È stato convocato nella nazionale giapponese Under-17 ottenendo la vittoria della Coppa d'Asia Under-17 segnando per ben due volte una doppietta, prima nella vittoria per 6-0 contro il Nepal e poi sconfiggendo per 3-2 la Corea del Sud. Giocherà nel Mondiale Under-17 2007 giocando tutte e tre le partite. Giocherà anche con la nazionale Under-19 segnando una doppietta battendo lo Yemen per 5-0.
Viene convocato per la nazionale giapponese Under-23 prendendo parte ai Giochi asiatici vincendo l'oro, Mizunuma segnerà la rete del 5-0 vincendo contro l'India e sarà autore del gol del temporaneo pareggio nella vittoria per 2-1 contro l'Iran.

## Statistiche

### Cronologia presenze e reti in nazionale
| Cronologia completa delle presenze e delle reti in nazionale ― Giappone | Cronologia completa delle presenze e delle reti in nazionale ― Giappone | Cronologia completa delle presenze e delle reti in nazionale ― Giappone | Cronologia completa delle presenze e delle reti in nazionale ― Giappone | Cronologia completa delle presenze e delle reti in nazionale ― Giappone | Cronologia completa delle presenze e delle reti in nazionale ― Giappone | Cronologia completa delle presenze e delle reti in nazionale ― Giappone | Cronologia completa delle presenze e delle reti in nazionale ― Giappone |
| Data                                                                    | Città                                                                   | In casa                                                                 | Risultato                                                               | Ospiti                                                                  | Competizione                                                            | Reti                                                                    | Note                                                                    |
| ----------------------------------------------------------------------- | ----------------------------------------------------------------------- | ----------------------------------------------------------------------- | ----------------------------------------------------------------------- | ----------------------------------------------------------------------- | ----------------------------------------------------------------------- | ----------------------------------------------------------------------- | ----------------------------------------------------------------------- |
| 19-7-2022                                                               | Kashima                                                                 | Giappone                                                                | 6 – 0                                                                   | Hong Kong                                                               | Coppa dell'Asia orientale 2022                                          | -                                                                       | 65’                                                                     |
| 27-7-2022                                                               | Toyota                                                                  | Giappone                                                                | 3 – 0                                                                   | Corea del Sud                                                           | Coppa dell'Asia orientale 2022                                          | -                                                                       | 59’                                                                     |
| Totale                                                                  |                                                                         | Presenze                                                                | 2                                                                       |                                                                         | Reti                                                                    | 0                                                                       |                                                                         |

## Palmarès

### Club
- Coppa J. League: 1

Cerezo Osaka: 2017
- Coppa dell'Imperatore: 1

Cerezo Osaka: 2017
- Supercoppa del Giappone: 2

Cerezo Osaka: 2018
Yokohama F·Marinos: 2023
- Campionato giapponese: 1

Yokohama F·Marinos: 2022

### Nazionale
- Coppa d'Asia Under-17: 1

2006
- Giochi asiatici: 1

2010
- Coppa dell'Asia orientale: 1

2022

### Individuale
- Squadra del campionato giapponese: 1

2022